# Aloys Senefelder
Aloys Senefelder, né le 6 novembre 1771 à Prague, et mort le 26 février 1834 à Munich, est un acteur et dramaturge allemand.
Inventeur, en 1796, de la technique de la lithographie, afin d'imprimer son propre travail d’auteur, il devint imprimeur.

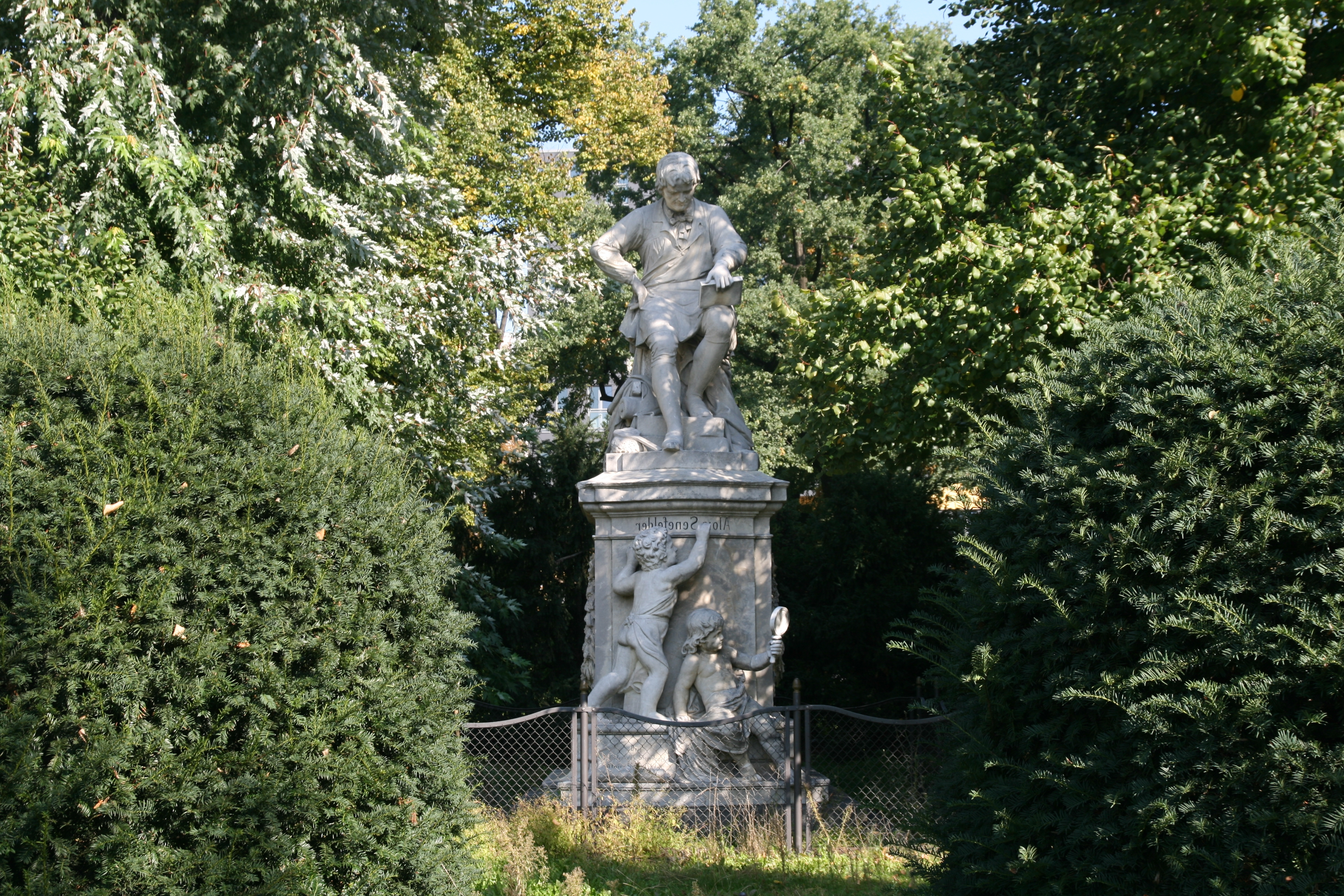
Rudolf Pohle, Monument à Aloys Senefelder à Berlin. Son nom est écrit à l’envers, comme sur la pierre lithographique (un enfant le lit dans un miroir).

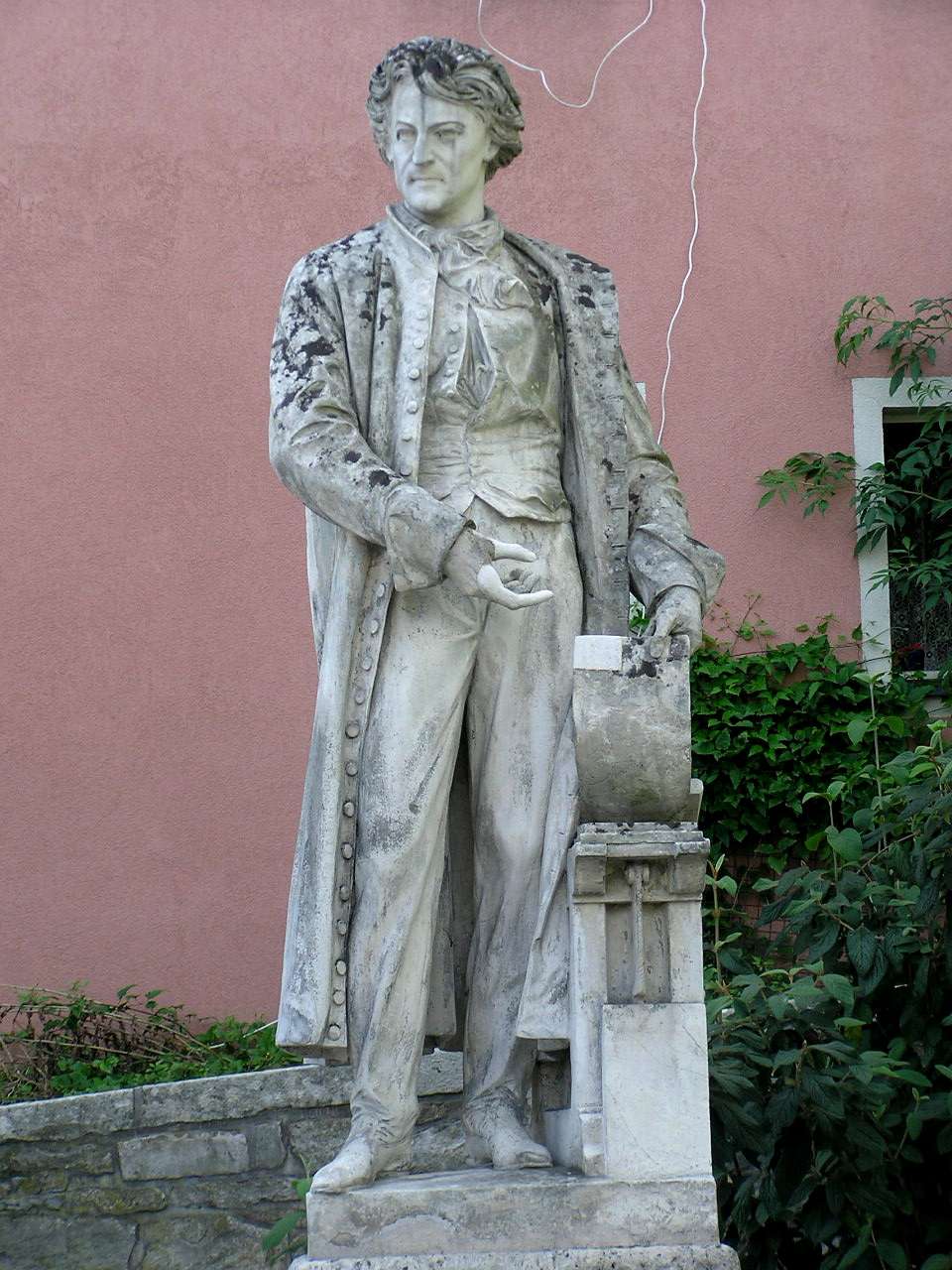
Monument à Aloys Senefelder à Solnhofen.

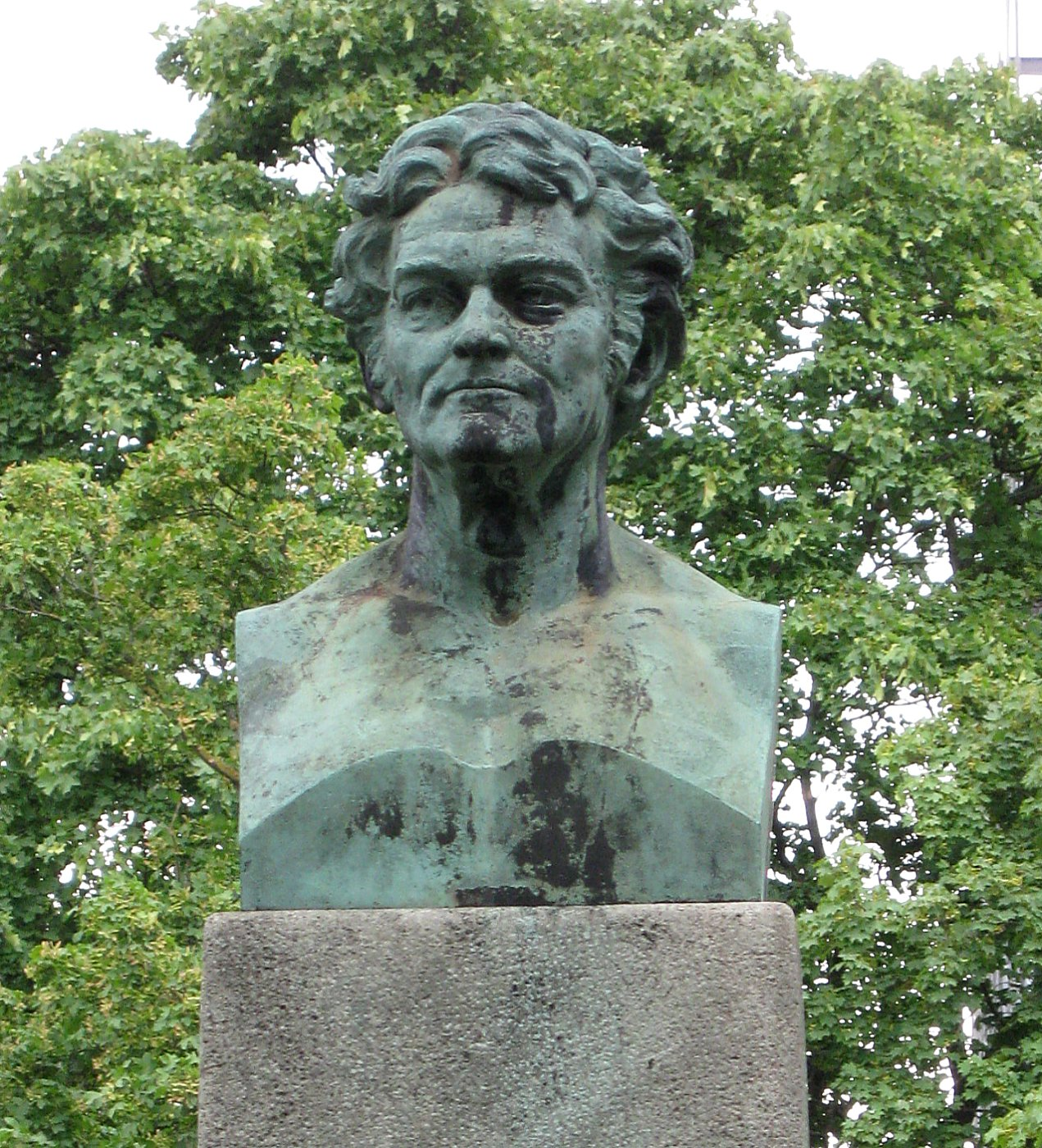
Partie supérieure du buste de stèle sur la Marsplatz à Munich.

## Biographie
Fils d’un acteur du théâtre royal, Aloys Senefelder naît à Prague où son père, Munichois originaire de Franconie, est attaché au théâtre de la cour de Bavière,. Son père le pousse à faire des études de droit. Il obtient une bourse qui lui permet d’étudier la jurisprudence à Ingolstadt. La mort de son père en 1791 l'oblige à abandonner ses études afin de subvenir aux besoins de sa famille,.

### Théâtre
Aloys Senefelder est depuis toujours attiré par le théâtre. Il joue dans des troupes d’amateurs, étudiants comme lui, parcourt l’Europe avec une compagnie nomade pendant deux ans. À Munich ses talents d’acteurs ne sont pas à la hauteur de ceux de son père, il occupe plutôt des rôles subalternes. Il s’est cependant essayé à l’écriture. Une de ses premières pièces, Die Mädchenkenner (Les connaisseurs de femmes) en 1792, reçoit un bon accueil. Lorsqu'une création est montée et imprimée, la vente lui rapporte un petit bénéfice, ce qui le motive à poursuivre dans cette voie. Il publie trois drames : Mathilde von Altenstein, oder die Bärenhöhle, Les frères d’Amérique, Les Goths en Orient. Il s’aperçoit très vite qu’éditer des pièces de théâtre n’est pas facile. Il se convainc qu’imprimer lui-même serait une bonne solution, mais il ne dispose pas des fonds nécessaires à l'achat d'une presse, de caractères et de papier. Senefelder cherche un procédé moins coûteux qui lui permette d'imprimer ses œuvres sans avoir recours aux techniques traditionnelles de l'imprimerie. Il expérimente différents procédés pendant deux ans, dans un contexte de misère. Les moyens financiers sont au plus bas pour sa mère, ses huit frères et sœurs et lui-même.

### Premières recherches d'imprimeur
Après une longue période d'essais et d'erreurs, ne disposant de pas assez de métal, il a l'idée d'utiliser la pierre qui lui servait à préparer ses couleurs au lieu des plaques de cuivre et de zinc qui ne lui ont donné que des résultats médiocres. Cependant le procédé qui consiste à remplacer la plaque de métal par une plaque de pierre n'a en soi rien de nouveau puisque Senefelder reconnaît avoir vu des plaques d'ardoises dans la boutique d'un imprimeur. La véritable découverte de Senefelder, qui se fera plus tard, relève de la chimie.
Pour le moment, faute d'encre et de papier, il réemploie une pierre pour y écrire une liste à l'aide d'un mélange de cire, de suif, de noir de fumée et d'eau dont il se sert pour ses plaques de métal. Il a alors l'intuition de plonger la pierre dans un bain fait d'une mesure d'eau-forte pour dix mesures d'eau. Au bout de cinq minutes, les parties écrites sont restées intactes et font maintenant saillie de l'épaisseur d'une carte à jouer. Les ayant encrées de façon satisfaisante au bout d'un certain nombre d'essais, il réalise un tirage dont la qualité le persuade de continuer à développer ce procédé. Senefelder appelle cette nouvelle technique « Chimiegrafie » (« chimigraphie ») ou plus spécifiquement, « Steindruckerei » (« imprimerie sur pierre »).

Il applique ce procédé pour imprimer une page de partitions de musique et montre le résultat au compositeur Franz Gleissner, qu’il a connu lors de ses débuts au théâtre. Celui-ci est immédiamment séduit par le résultat. Jusque là, éditer des partitions musicales est coûteux en typographie : on doit graver sur cuivre les partitions musicales, ce qui demande un grand savoir-faire, avec l’inconvénient du temps passé à effectuer le travail. Cette rencontre avec le compositeur Franz Gleissner est déterminante : associés, ils fondent une maison d’impression et les œuvres musicales de M. Gleissner deviennent les premières productions de la lithographie en 1796. À ce même moment, Senefelder reçoit le soutien de clients importants : M. Falger et Johann André d’Offenbach éditeurs de musique à Munich ainsi que M. Steiner directeur de l’instruction publique en Bavière. Mais les affaires connaissent nombre de vicissitudes qui obligent Senefelder à améliorer inlassablement son procédé. Il dira plus tard au sujet du soutien de M. Steiner :
M. Steiner, par les encouragements qu’il m’a donnés et par les excellentes idées qu’il m’a inspirées, a contribué puissamment à augmenter le désir que j’avais de réussir, en m’excitant à porter la lithographie au degré de perfection où elle se trouve aujourd’hui.
La technique de Senefelder demande toujours une écriture ou un dessin manuels, qui ne peuvent pas être confiés à un ouvrier non spécialisé ; la correction d’erreurs est possible, mais compliquée. Pour Senefelder, l’écriture des planches de partitions n’est pas aisée pour autant, d’autant plus qu’il faut exécuter le tracé à l’envers sur les pierres. Cette première forme de l’« impression sur pierre » est toujours basée sur le relief, les parties imprimantes de la pierre étant en très légère saillie. C’est à la suite d’une maladie de son associé Gleissner que l’invention de la lithographie moderne va vraiment émerger.

### Invention de la lithographie chimique
Ne pouvant plus disposer de l’aide du compositeur Geisner pour le tracé des partitions à l’envers, Senefelder se retrouve dans l’embarras. Mais il remarque qu’en écrivant sur du papier avec un crayon de plombagine, puis en mouillant le papier et en l’appliquant en pression sur la pierre on peut reporter l’écriture à l’envers sur la pierre. Il découvre ainsi le principe de l'autographie qui le mène petit à petit à la conception de la lithographie moderne, jouant sur l’antagonisme purement chimique des surfaces de pierre restées nues (hydrophiles) et celles qui reçoivent l’encre grasse (hydrophobes). Il s'aperçoit en même temps de l’infinie variété et de la liberté dans les techniques qu’offre son invention. La lithographie n’est pas seulement un moyen de concurrencer la gravure ou la typographie, mais aussi un nouveau mode d’expression qui n’oblige plus les artistes à acquérir une technique fastidieuse : la partie strictement technique, préparation de la pierre et tirage, pouvant être laissée aux soins d’un ouvrier.

### Le temps des brevets et des exploitations industrielles
L’année 1799 marque l’envol de la lithographie, avec une pleine reconnaissance de son inventeur. Le prince-électeur de Bavière Maximilien IV Joseph lui accorde un privilège de quinze ans. Senefelder et Gleisner projettent d’ouvrir des ateliers à Paris et à Londres et enregistrent le procédé sous la forme de brevets.
- En 1800 un mémoire descriptif de l’invention est déposé au bureau des brevets de Londres.
- En 1802, en France, un brevet de dix ans est accordé le 11 février, sous le titre « Nouvelle méthode de graver et d’imprimer ».
- En 1803, Senefelder demande un brevet en Autriche et s’installe à Vienne.

L'un des fils de Johann André, Frédéric André, fonde une première imprimerie lithographique à Paris, rue du Pont-aux-Choux en 1802, importe de nombreuses pierres lithographiques, mais elle ne laisse que peu de trace de son activité, notamment un portrait d’homme dû à l’artiste Louis-Léopold Boilly.
Senefelder se retrouve aussi concurrencé par des ouvriers qu’il a formé ou des investisseurs qui rachètent les brevets. Carl Strohofer s’est établi à Stuttgart avec le financement de Johann Friedrich Cotta, l’éditeur de Tübingen, puis, avec l’aide de Heinrich Rapp, il a mis au jour, en 1806, le tout premier manuel sur le sujet, intitulé le Secret de la lithographie, ce qui revenait à s’attribuer l’invention de Senefelder,. Volvieler installe une imprimerie à Londres.
Entre 1807, Senefelder et Gleisner signent un contrat avec le bibliothécaire Johann Christoph von Aretin pour imprimer des lithographies à partir du fonds de la Bayerische Staatsbibliothek (Munich) ; l'entreprise fait faillite en 1809.
En 1815, à Paris, Godefroy Engelmann fonde une imprimerie lithographique rue Cassette[réf. nécessaire] et Charles Philibert de Lasteyrie inaugure son établissement rue du Four en juillet 1816, après avoir rencontré Senefelder quelques années plus tôt et récupéré du matériel et formé des ouvriers,.

### L'aventure parisienne
En 1810, Senefelder épouse la fille d'un haut fonctionnaire. Celle-ci meurt deux ans plus tard en lui laissant un fils. Il épouse en secondes noces la nièce du maître de chœur Ritter von Winter.

Senefelder arrive à Paris en 1818 avec sa famille et son neveu Édouard Knecht. Il fonde un atelier 13 rue Servandoni sous le nom de Senefelder & Cie. Knecht, ayant été formé par Senefelder, en assure la direction, puis la gestion complète à la suite du retour de Senefelder à Munich en 1824. Au sujet de son oncle, il laisse un témoignage de sa personnalité : 

« Senefelder n’était pas l’homme qu’il fallait pour diriger un établissement. Le travail de l’atelier, les études et les recherches poussées jusqu’à un certain point, étaient de son ressort (...) la direction des ouvriers était au-dessus de ses forces. Tout était désordre dans un atelier sous sa direction. »

### Fin de vie à Munich
Au mois de janvier 1834 Senefelder, atteint de cécité, meurt à 63 ans. Il est enterré à l'ancien cimetière du Sud de Munich. Une station du métro de Berlin porte son nom ; à proximité se trouve un monument à sa mémoire par Rudolf Pohle.

## Autres recherches et inventions
Senefelder a cherché à élargir son activité à d'autres domaines, notamment l'impression de cotonnades par impression sur pierre, ou en cherchant à améliorer l’impression par cylindres de métal gravés ; cette dernière activité reçoit un coup de pouce inespéré du blocus continental organisé par Napoléon Ier en empêchant l'importation de cotonnades anglaises.
En cherchant à fabriquer un support pouvant remplacer la pierre, lourde, encombrante et fragile, il met au point un « papier-pierre », dont une tentative ultérieure d’application sera la stéréographie, un procédé qu’il invente également de moulage de stéréotype, mais ni le papier-pierre ni la stéréographie ne connaîtront le succès. En revanche, ce support, appelé « papier report », deviendra indispensable car, grâce à lui, on pourra dessiner et écrire à l’endroit, de manière plus libre et plus confortable, et reporter ensuite son travail sur la pierre qui servira à l’impression. Ce sera la base de l’autographie.
Le public découvre progressivement l’existence du procédé de Senefelder d'abord grâce au livre de Johann Friedrich Cotta, Le Secret de la lithographie, puis la publication du Livre de prières d'Albrecht Dürer.

## Publications
- L’Art de la lithographie : ou instruction pratique, Paris, Treutel et Würtz, 1819 (lire en ligne sur Gallica).
- (en) The Invention of Lithography  (trad. de l'allemand par J. W. Muller), New York, The Fuchs & Lang Manufacturing Company, 1911 (lire en ligne).
- Recueil papyrographique : premiers essais de l'impression chimique sur cartons lithographiques contenant quatre planches dans les différents genres usités, Paris, Senefelder & Comp[an]ie, 1820, 8 p. (lire en ligne).